# Димитар Мететелов
Димитар Григоров Мететелов — болгарський офіцер, генерал-майор і військовий юрист, офіцер Сербсько-болгарської війни (1885), Балканської війни (1912-1913) і Міжсоюзницької війни (1913), голова Софійської та Пловдивської Військовіх судів та Головний військовий прокурор.

## Біографія

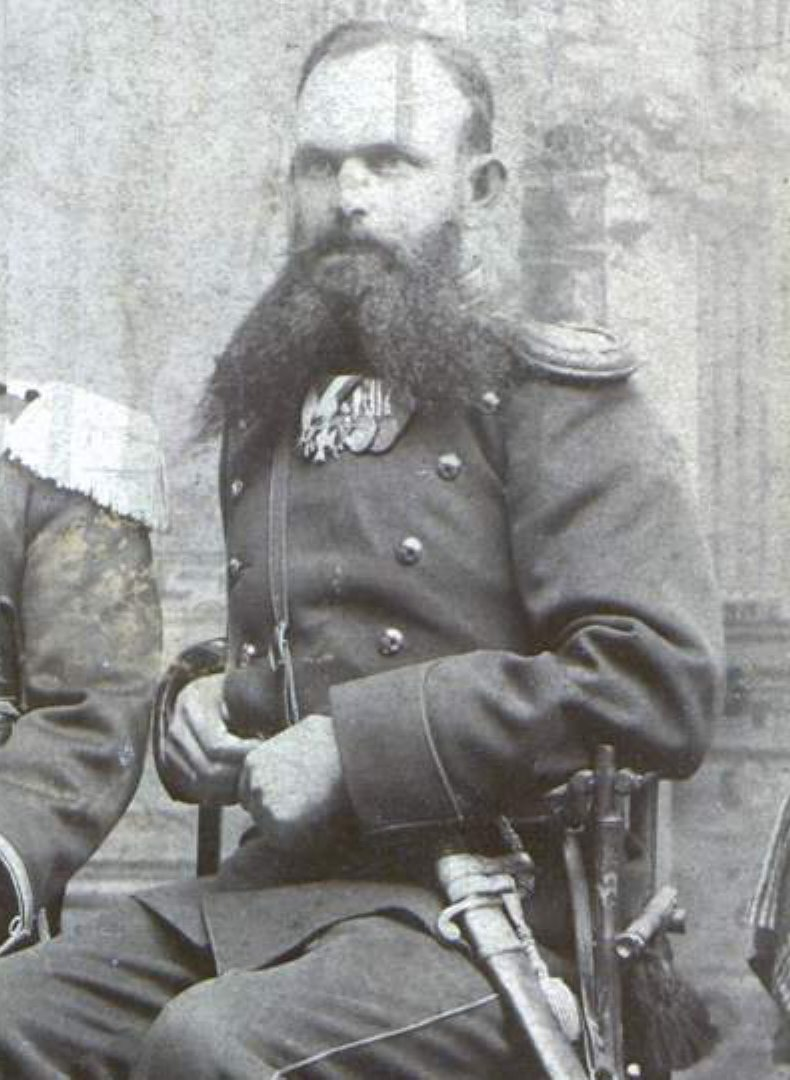
Димитар Григоров Мететелов

Димитар Мететелов народився в 1858 році у Буджацькому селі Камчик Аккерманського повіту.  Рано осиротів. Але односельці, виявивши в ньому схильність до навчання, зарахували його на власні кошти до Комратської школи – центрального навчального закладу того часу для жителів болгарських і гагаузьких колоній, де багато предметів викладалися болгарською мовою. У 1881 році закінчив Костянтинівське військове училище в Санкт-Петербурзі ( Російська імперія), і 30 грудня йому було присвоєно звання підпоручика. Спочатку служив у 1-й саперній роті, потім в артилерійському полку, який у 1883р. було перейменовано в 2-й артилерійський полк. 30 серпня 1883 року йому присвоєно звання підпоручика. У 1884 р. у чині поручика 2-го артилерійського полку був направлений на навчання до Олександрівської військово-юридичної академії м. Санкт-Петербург Російської імперії, але в 1885 р. через мобілізацію на Сербсько-болгарську війну (1885) повернувся до Болгарії. Брав участь у війні 24 березня 1886 року, був підвищений до звання капітана. У 1896 році отримав звання майора. У 1900 році продовжив навчання в Олександрівській військово-юридичній академії закінчив.
2 травня 1902 р. був підвищений до звання підполковника, а 19 вересня 1906 р. у званні полковника. Брав участь у Балканській (1912–1913) та Міжсоюзницькій війнах (1913), під час яких полковник Мететелов був помічником генерал-прокурора, після чого 14 лютого 1914 р. присвоєно звання генерал-майора. З 1913 року є Головним військовим прокурором. Його звільнили зі служби 11 жовтня 1915 року, а потім знову в 1921 році. Любив літературу російських письменників, був цікавим літератором, який зробив істотний внесок у пропаганду російської літератури та культури у Болгарії. У 1902 році виходить його книга «Наполеон в 1812 році» , у 1911 році «Лев Толстой і його вчення. «Критичне дослідження». Після 1886 року в Одесі майже 10 років повністю присвятив себе літературі: викладав її в юнкерському училищі, з найбільшою старанністю вивчав творчість Толстого, Достоєвського, Тургенєва та інших російських письменників.
Під час військової служби служив у 62-му піхотному полку, 40-му піхотному Біломорському полку, 39-му піхотному Салонікському полку та 11-му піхотному Слівенському полку. Він був головою Софійського військового суду та Пловдивського військового суду. Також очолював відділ військових судів.
Генерал-майор Димитар Мететелов помер 18 серпня 1932 року.

## Пам'ятники та вшанування
04 липня 2023 року в селі Зоря презентували книгу про видатного земляка - війскового прокурора Болгарії  Мететелова.
24 жовтня 2023 року місцева влада Зорянського старостинського округу та Саратської селищної ради відкрила меморіальну дошку Дмитру Мететелову як уродженцю с. Камчик.
30 січня 2025 року голова болгарської національно-культурної організації "Камчик" спільно з Будинком культури с.Камчик організували захід у Камчицькому музеї відкриття портрета генералу Мететелову.